# Aloe ferox
Espèce
Classification APG III (2009)
Statut CITES
L’Aloès du Cap (Aloe ferox) est une espèce de plantes à fleurs de la famille des Xanthorrhoeaceae. C'est un 'aloès indigène originaire du Cap-Occidental, Cap-Oriental, de l'État-Libre, du KwaZulu-Natal en Afrique du Sud et du Lesotho.
Aloe ferox est une espèce inscrite sur la liste des plantes menacées d'extinction avec d'autres espèces sauvages de ce genre.

## Description

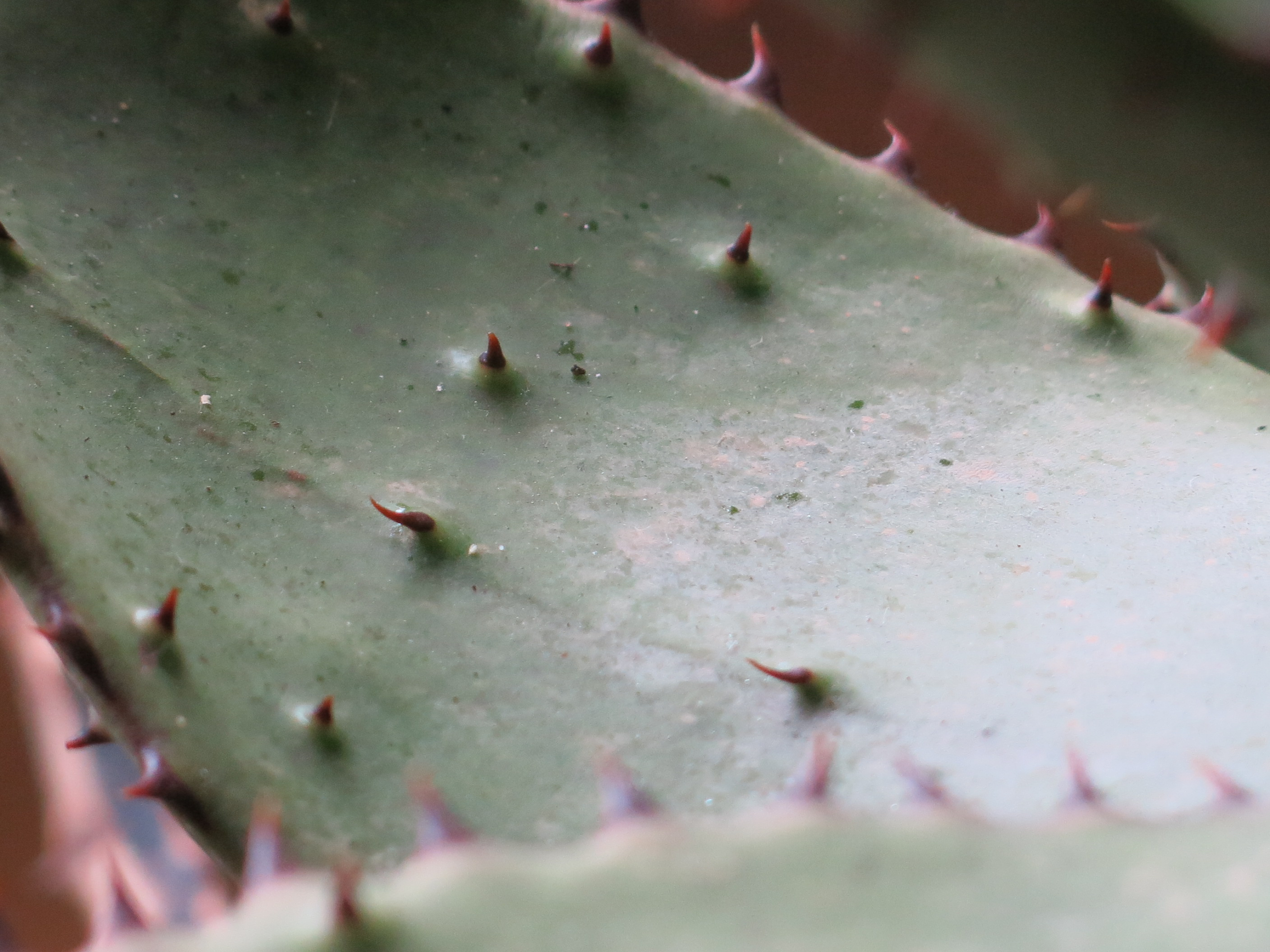
Épines sur la face inférieure d'une feuille.

Il peut atteindre 3 m de hauteur, et peut être trouvé sur les collines, dans les finbos herbeux et en bordure du désert du Karoo. Les plantes peuvent différer d'aspect suivant les régions en raison des conditions locales [3]. Ses feuilles sont épaisses et charnues, disposées en rosettes et ont des épines brun rougeâtre sur les bords avec de petites épines sur les surfaces supérieures et inférieures. Ses fleurs sont de couleur orange ou rouge, et se dressent entre 0,6 et 1,2 m au-dessus des feuilles [1].

## Culture
Les plantes se reproduisent essentiellement à partir de graines et de la partie supérieure de la plante repiquée. Les plants sont placés à un mètre les uns des autres en ligne et en colonne. Il faut environ 4 à 5 ans pour que les plantes donnent leur première récolte. Au moment de la récolte, chaque feuille pèse environ 1,5 kg à 2 kg. Aloe ferox préfère les climats tropicaux secs, les zones dégagées, les terrains sablo-limoneux, le plein soleil et un arrosage modéré avec un bon système de drainage.

## Usages médicinaux (sans garantie)
Ses feuilles donnent une sève jaune, amère, utilisée comme laxatif et un gel blanc utilisé dans les boissons de santé et les soins de la peau. La sève est toxique pour les femmes enceintes ou allaitantes. [2]
Les indications traditionnelles d’Aloe ferox sont les mêmes que celles de l’Aloe vera.[réf. nécessaire]
- Coupures, plaies, brûlures, boutons et  problèmes de peau: appliquer la sève sur les parties affectées.
- Dépression: une cuillère à soupe de gel avec une pincée de curcuma, deux fois par jour, une heure après les repas.
- Indigestion : une cuillère à soupe de gel, deux fois par jour, une heure après les repas.
- Constipation: mélanger une cuillerée de gel dans une tasse d'eau tiède et prendre une heure après le dîner.

Aloe ferox a moins de demande qu’Aloe vera. Les produits d’Aloe ferox sont simplement utilisés en Afrique du Sud, aux États-Unis et dans quelques pays européens. Les marchés asiatiques sont principalement dominés par Aloe vera.

## Galerie

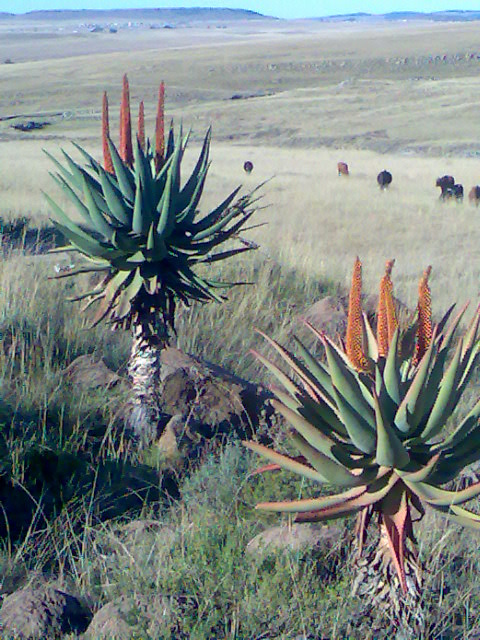
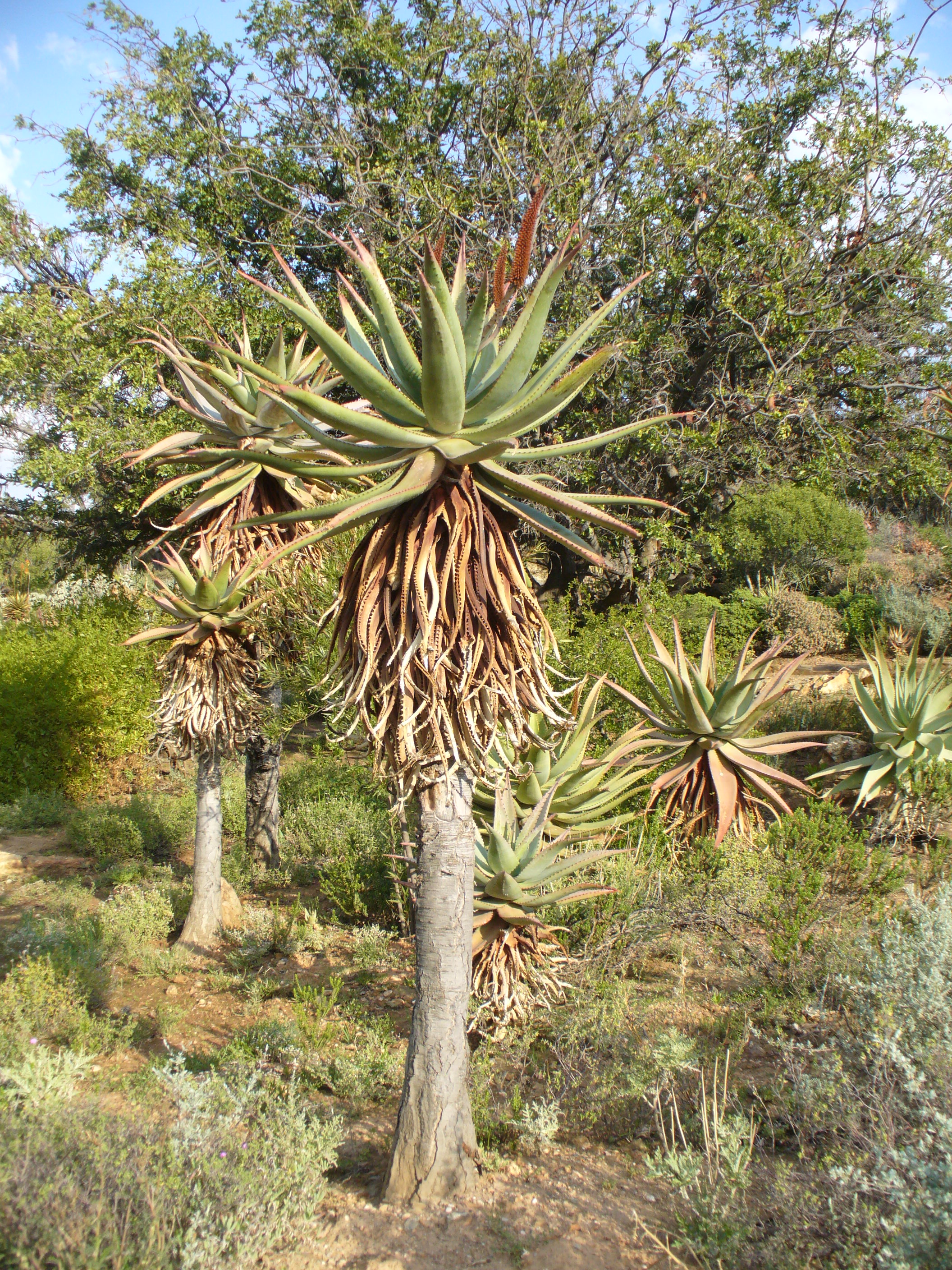